# San Pedro Abajo
San Pedro Abajo är en småstad i kommunen Temoaya i delstaten Mexiko i Mexiko. Samhället hade 5 435 invånare vid folkräkningen 2020.
Ortens kyrka heter Iglesia de la Virgen de Guadalupe, dedikerad till Vår Fru av Guadalupe. Området är känt för textiltillverkning.